# Marillac-le-Franc
Marillac-le-Franc è un comune francese di 759 abitanti situato nel dipartimento della Charente, nella regione della Nuova Aquitania.

## Società

### Evoluzione demografica
Abitanti censiti